# تل آسیاب بادی
تل آسیاب بادی مربوط به دوره ساسانیان است و در شهرستان بیضا، بخش بیضا، دهستان بانش، روستای تخت سنگ، بر روی بستر طبیعی کوه واقع شده و این اثر در تاریخ ۳۰ بهمن ۱۳۸۶ با شمارهٔ ثبت ۲۰۹۳۸ به‌عنوان یکی از آثار ملی ایران به ثبت رسیده است.